# 三戸城
三戸城（さんのへじょう）は、青森県三戸郡三戸町梅内にあった日本の城。通称留ヶ崎城。城跡は国の史跡に指定されている。

## 概要
三戸城跡は、三戸町の市街地ほぼ中央に位置し、馬淵川と熊原川の浸食によって形成された河岸段丘上にある連郭式山城である。両河川を天然の水堀とし、周囲から孤立した台地で、低地との比高差は約90メートルを測り、規模は東北から西南方向に約1.5キロメートル、北西から南東方向に約400メートルである。
近世の城絵図によると、城の中心に位置する大御門から東側は本丸をはじめとする城の主要部で、大手門から本丸手前までは一門や重臣の屋敷、北東側（裏手）には直臣達の屋敷、そして城下の周りにその他の家臣達が配置されている。
平成元年（1989年）には山麓に綱御門が復元された。
周辺は城山公園として整備されている。昭和42年（1967年）に天守風の建物が築かれ「温故館」の名で歴史資料館となっている。
2022年（令和4年）3月15日には三戸城跡として国の史跡に指定された。しかし、天守風の建物の「三戸城温故館」については文化庁から史実に基づかない建造物だとして将来的な撤去を求められている。

## 沿革
伝承によると領主南部晴政の代の天文8年（1539年）に、聖寿寺館（本三戸城）が家臣の放火により焼失、その後この地に築いたものと伝えられる（下斗米家譜）。同時代において、三戸南部氏が勢力を拡大し続け、肥大化した組織の統制をはかる根城が必要となったため、当城へ居を移したとする見方もある。
晴政・晴継が相次いで没すると、天正10年（1582年）田子信直（南部信直）が三戸南部氏の家督を継ぎ三戸城へ入城、信直の代へと変わる。
天正18年（1590年）に小田原征伐へ参陣した信直は豊臣秀吉所領安堵の五カ条からなる朱印状が交付され、南部信直は領内にある家中の城館の破棄を命ぜられ、また家中の妻子は、南部氏の居城下に集合を厳命されていることから、三戸城が南部氏の居城となったと考えられる。
天正19年（1591年）九戸一揆平定後、奥州仕置軍を率いた蒲生氏郷らにより、三戸城は近世城館のシンボルといえる石垣を持った城へと普請される。その際に本丸に三層三階の御三階櫓が上げられたと考えられている。
寛永10年（1634年）に盛岡城が居城と定められて、三戸城は御古城と呼ばれ、城代が預かる形となったが、石垣の補修や御掃除奉行が設置されるなど、藩主から管理を疎かにしないように働きかけがなされている。
貞享年間（1684～88年）、城代が廃されて三戸代官の支配となった。
現在、旧城門のうち、表門、搦手門、代官所門が三戸町指定有形文化財。
町指定文化財の旧表門は町内の龍川寺に、旧搦手門は同じく町内の法泉寺に移築されている。

## 参考画像

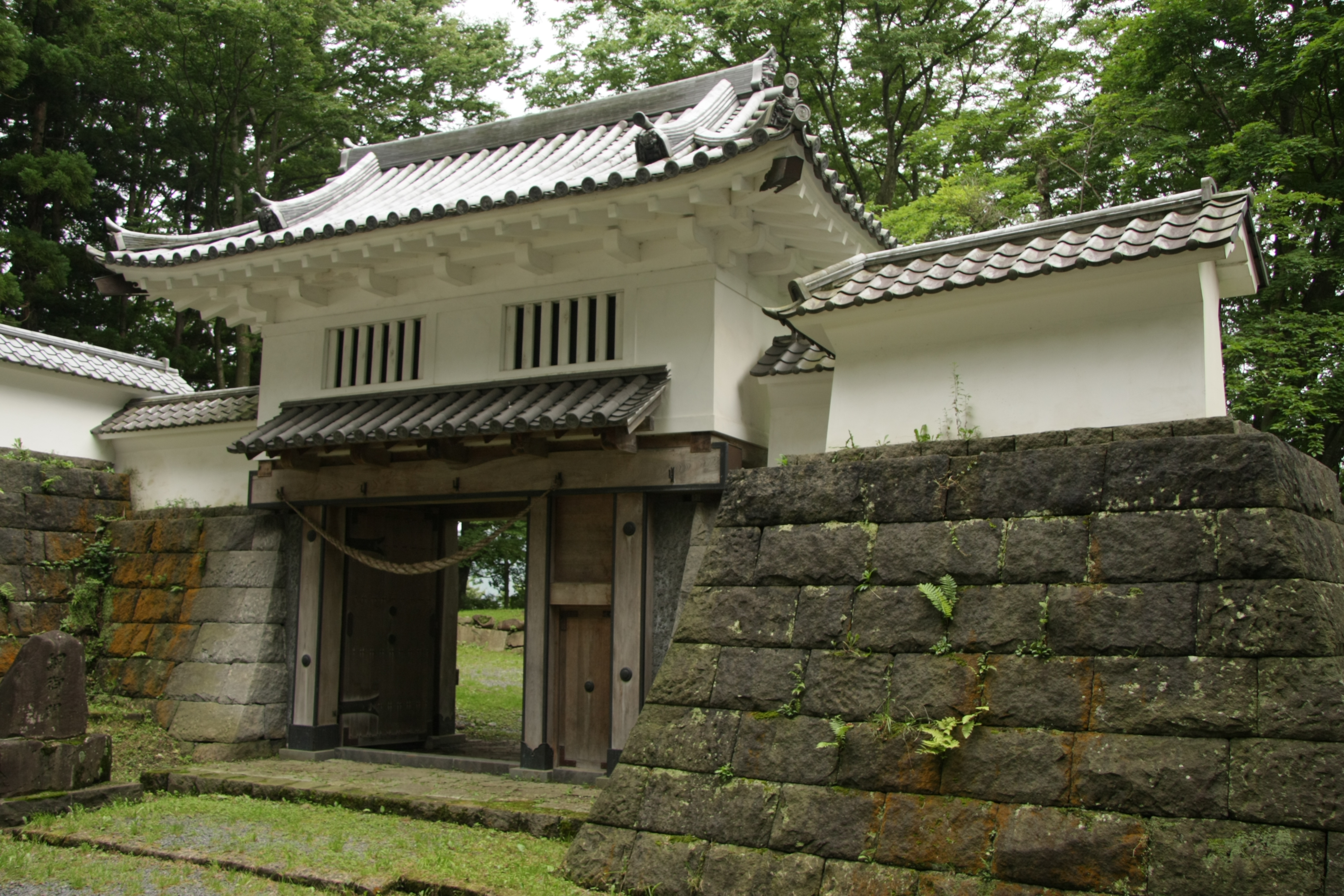
復元された綱御門
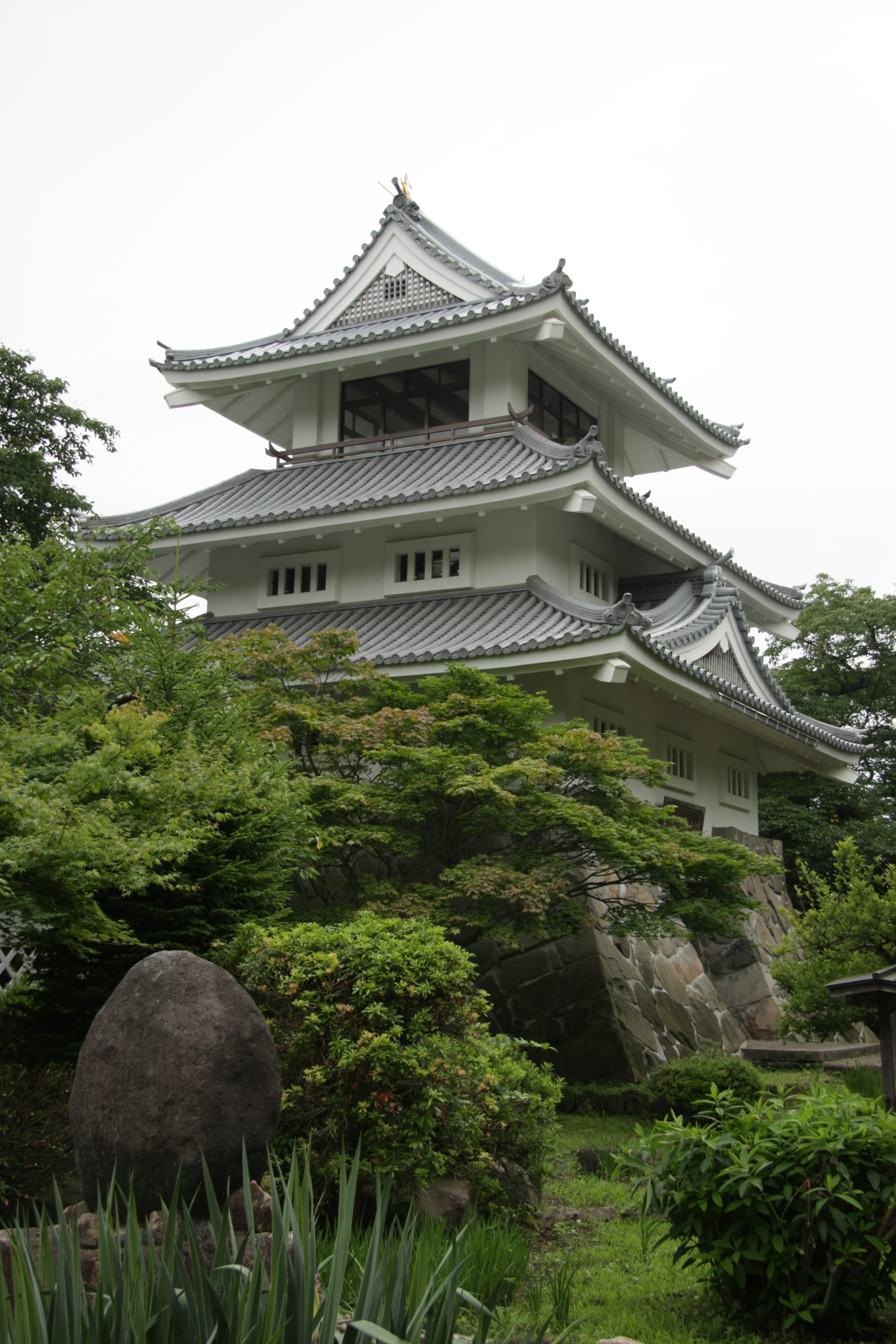
模擬天守（三戸城温故館）